# Epispasta abbreviata
Epispasta abbreviata é uma espécie de inseto coleóptero polífago pertencente à família dos meloídeos, denominados popularmente de burrinhos. É o único representante do gênero Epispasta, sendo, consequentemente, seu tipo nomenclatural. Esta espécie seria descrita originalmente em meados de 1825 pelo entomólogo alemão Johann Christoph Friedrich Klug.

## Sistemática
Em 1825, o entomólogo alemão Johann Christoph Friedrich Klug descreveria uma nova espécie de besouro cantárida pertencente ao gênero Lytta, a partir de um espécime encontrado em território brasileiro. Esta espécie seria considerada uma das únicas espécies de Lytta com distribuição neotropical, o que causaria, anos depois, sua moção a um novo monotipo, que incluía apenas esta espécie. O mesmo também aconteceria com as espécies L. inflaticeps, L. philippi e L. neivai, assim como mais outras sete outras espécies. Com isso, seria introduzido um novo gênero monotípico de cucujiforme, assim como a consolidação de Lytta como um gênero de distribuição neoártica.

## Distribuição geográfica
Pode ser encontrado continuadamente em sua distribuição geográfica, em uma área territorial que abrange desde a região norte do Brasil, de acordo com registros oriundos do município paraense de Santarém, seguindo mais ao sul, onde se distribui pelo Paraguai e, mais abaixo, pela Argentina.